# Adenylat-Kinase
Das Enzym Adenylat-Kinase (AK1) (auch Myokinase und AMP-Kinase) katalysiert folgende Reaktionen, um die Balance zwischen dem Phosphatakzeptor ADP und dem Phosphatdonator ATP aufrecht zu halten:
- 2 ADP → ATP + AMP

In weiterer Folge wird durch die Hydrolyse des ATPs Energie frei, welche im Muskel oder anderen Geweben genutzt werden kann.
Die Reaktion ist auch in die andere Richtung möglich, falls ATP im Überschuss vorhanden ist und ADP als Energiespeicher notwendig ist:
- ATP + AMP → 2 ADP

In Säugetieren haben sich mindestens drei Isoformen des Enzyms entwickelt, im Mensch sind fünf Allele bekannt. Die älteste Form ist auch in anderen Lebewesen zu finden. Im Mensch ist sie in allen Gewebetypen lokalisiert. Ein durch Mutation am AK1-Gen hervorgerufener Adenylat-Kinase-Mangel führt zu einer Form der hämolytischen Anämie, eine Mutation am AK2-Gen liegt der Retikulären Dysgenesie zugrunde.

## AK6 und OdinAK
Im November 2022 wurde bekannt, dass Archaeen des Kandidaten-Phylums Odinarchaeota ein Enzym OdinAK besitzen, das strukturelle Ähnlichkeiten mit dem menschlichen AK6 aufweist. Dies war neu, denn zuvor waren bei Archaeen noch keine Isoformen des Enzyms gefunden worden.